# Gergely Karácsony
Gergely Karácsony (ur. 11 czerwca 1975 w Fehérgyarmat) – węgierski polityk, socjolog i nauczyciel akademicki, poseł do Zgromadzenia Narodowego, współprzewodniczący Dialogu na rzecz Węgier (PM), od 2019 burmistrz Budapesztu.

## Życiorys
Absolwent socjologii na Uniwersytecie im. Loránda Eötvösa w Budapeszcie z 2000. W tym samym roku podjął pracę w ośrodku badania rynku i opinii publicznej Medián, w 2007 objął stanowisko jego dyrektora do spraw badań. W 2004 został także nauczycielem akademickim na Uniwersytecie Korwina w Budapeszcie. Jako publicysta współpracował m.in. z „Népszabadság” i „HVG”.
Dołączył do powołanego w 2009 nowego ugrupowania pod nazwą Polityka Może Być Inna (LMP). W wyniku wyborów w 2010 uzyskał mandat posła do Zgromadzenia Narodowego. W 2013 odszedł z LMP i jej frakcji poselskiej, przystępując do Dialogu na rzecz Węgier. W 2014 został współprzewodniczącym tej partii (funkcję tę pełnił do 2022).
Również w 2014 wybrano go na burmistrza stołecznej dzielnicy Zugló. W 2018 z ramienia koalicji MSZP-PM, w ramach której otrzymał pierwsze miejsce na liście krajowej, ponownie został wybrany do węgierskiego parlamentu (na początku kadencji zrezygnował jednak z mandatu).
W październiku 2019 był wspólnym kandydatem głównych ugrupowań węgierskiej opozycji na urząd burmistrza Budapesztu. Gergely Karácsony zwyciężył w tych wyborach, pokonując ubiegającego się o reelekcję Istvána Tarlósa. W październiku 2021 wystartował w zorganizowanych przez opozycję prawyborach mających wyłonić wspólnego kandydata na premiera w wyborach w 2022; w pierwszej turze głosowania zajął drugie miejsce, zrezygnował jednak z kandydowania w drugiej turze. W 2022 uzyskał mandat poselski z ramienia koalicji ugrupowań opozycyjnych, jednak zrezygnował z jego objęcia.
W czerwcu 2024 również startował na burmistrza węgierskiej stolicy. Po ponownym przeliczeniu głosów okazało się, że zwyciężył w wyborach, uzyskując o 41 głosów więcej niż jego konkurent Dávid Vitézy. Gergely Karácsony złożył do sądu wniosek o powtórzenie wyborów, który został odrzucony; w związku z tym polityk zaaprobował swój wybór, pozostając burmistrzem na kolejną kadencję.